# Miller Reese Hutchison
Miller Reese Hutchison (Montrose, 6 de agosto de 1876-Nueva York, 16 de febrero de 1944) fue un ingeniero eléctrico e inventor estadounidense. Desarrolló algunos de los primeros dispositivos eléctricos portátiles, como el claxon y el audífono. 

## Primeros años
Hutchison nació en Montrose, Alabama en 1876, su padre era William Hutchison y su madre era Tracie Elizabeth Magruder. Asistió al Instituto Militar Marion desde 1889 hasta 1891, al Spring Hill College desde 1891 hasta 1892, a la Universidad del Instituto Militar Móvil desde 1892 hasta 1895, y se graduó de la Universidad de Auburn (entonces llamada Instituto Politécnico de Alabama) en 1897. Mientras aún estaba en la escuela, inventó y patentó un pararrayos para líneas telegráficas en 1895. Al estallar la Guerra hispano-estadounidense en 1898, se ofreció como voluntario y fue nombrado ingeniero de la Junta de Faros de los Estados Unidos, colocando cables y minas para proteger los puertos en el Golfo de México.

## Carrera como inventor

### Audífonos
Hutchison montó un audífono eléctrico para uno de sus amigos; fue llamado el "akouphone" cuando se desarrolló por primera vez alrededor de 1895. El interés de Hutchison en el invento provino de un amigo de la infancia, Lyman Gould, que era sordo a causa de la escarlatina. Además de su formación en ingeniería, Hutchison había asistido a clases en el Medical College of Alabama para estudiar la anatomía del oído. Formó la Compañía Akouphone en Alabama para comercializar el dispositivo, pero la forma de sobremesa voluminosa original no era práctica.

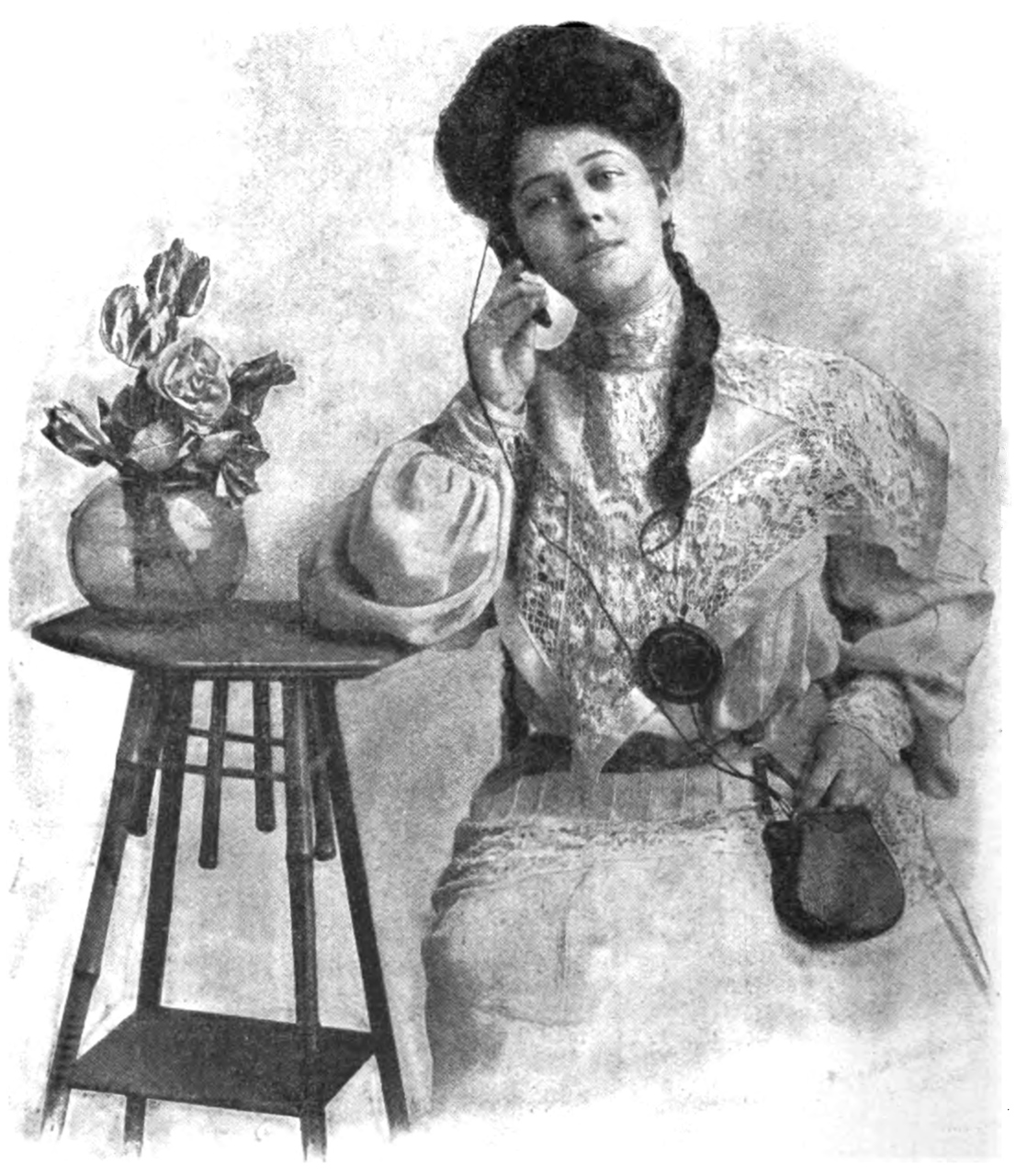
Acousticon portátil en 1906.

Después de la Guerra hispano-estadounidense, Hutchison viajó a Europa para promocionar sus audífonos. Se sabía que varios miembros de familias reales padecían pérdida auditiva hereditaria. La reina Alejandra de Dinamarca estaba tan feliz con los resultados que invitó a Hutchison a la ceremonia de coronación en 1902 cuando su esposo se convirtió en el rey Eduardo VII. Por esta época se mudó a Nueva York para seguir mejorando el dispositivo e inventando otros.
En 1902, había refinado el audífono en una forma más portátil que funciona con baterías, que luego llamó Acousticon. La prensa estadounidense calificó el dispositivo como un "milagro", y Hutchison ayudó con la organización de eventos publicitarios, como que la cantante principal de la Metropolitan Opera House, Suzanne Adams, fotografiara cantando para personas que antes eran sordas. Expuso sus inventos en la Exposición de compra de Luisiana de la Exposición Universal de San Luis, Misuri en 1904. Los expertos médicos descubrieron que el dispositivo tenía varios inconvenientes. La frecuencia y el rango dinámico fueron limitados y no se ayudó a quienes tenían pérdida auditiva total. Las baterías todavía eran voluminosas y era necesario cambiarlas con frecuencia. Sin embargo, todavía se consideraba "la mejor ayuda eléctrica para los semi-sordos hasta ahora ideada". También desarrolló dispositivos relacionados conocidos como Akou-Massage (rebautizado como Massacon) y Akoulalion, que convertía el audio en vibraciones, para ayudar a las personas con una pérdida auditiva más profunda. Fueron ampliamente adoptados por escuelas para sordos en los Estados Unidos y Europa.
En 1905, Hutchison entregó los derechos del Acousticon a Kelley Monroe Turner (1859-1927). Turner mejoraría los audífonos (como agregar un control de volumen) y aplicaría la tecnología a otros productos. Uno era el dictógrafo, que fue uno de los primeros sistemas de intercomunicación de manos libres entre oficinas. Turner's General Acoustic Company pasó a llamarse Dictograph Products Company debido al éxito en el mercado del dictograph. Uno de los primeros dispositivos eléctricos de escucha se llamó Detective Dictograph, anunciado en 1910. La tecnología de carbono para audífonos se utilizó hasta que el tubo de vacío en miniatura lo reemplazó en la década de 1940. Los anuncios de 1947 todavía llevaban la marca Acousticon e invocaban la imagen de coronación de la reina Alexandra de 45 años antes; los nombres de los modelos eran "Coronación" e "Imperial".

### Otras invenciones

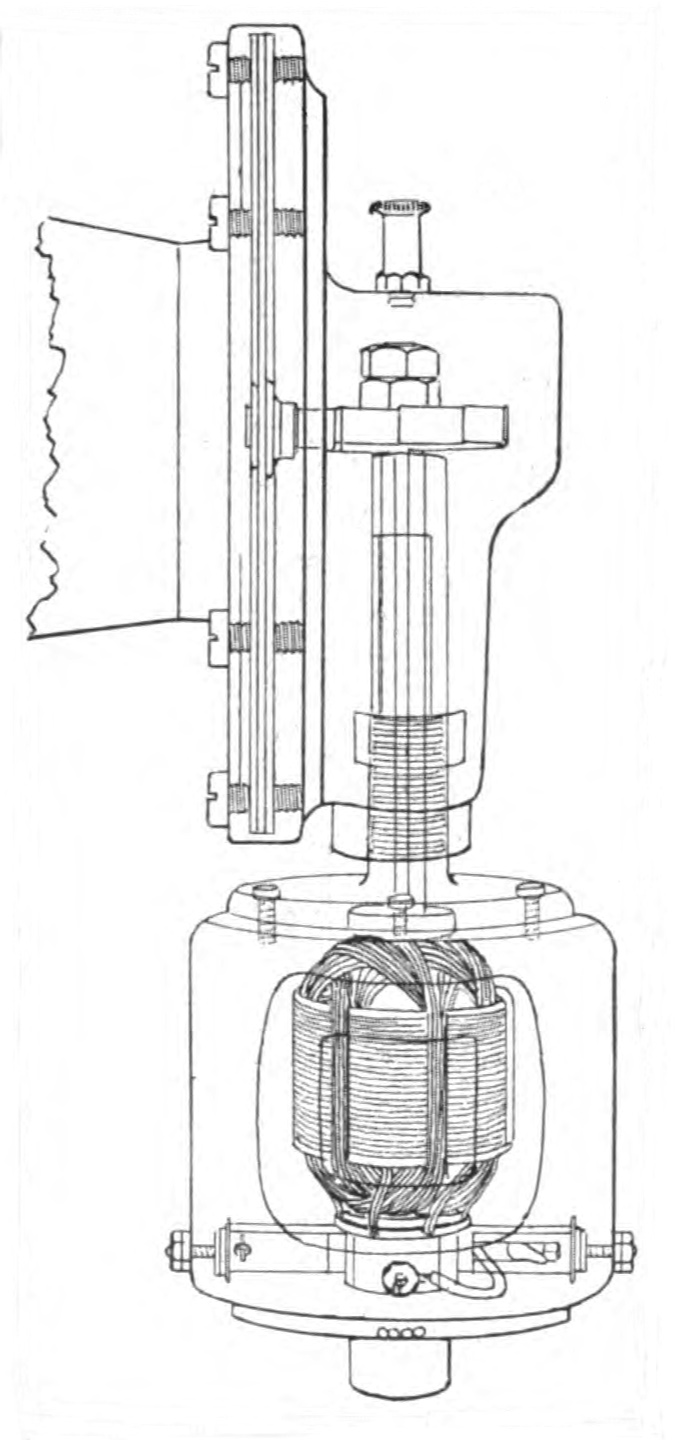
Bocina eléctrica Claxon en 1910.

Hutchison estaba preocupado por el aumento del tráfico de automóviles en Nueva York. No se adoptó fácilmente una versión anterior de una alarma de velocidad del vehículo. Los dispositivos de advertencia en ese momento eran campanas o cuernos esencialmente derivados de instrumentos musicales. Se dio cuenta de que un sonido más desagradable serviría como una mejor advertencia. La parte de la "bocina" del dispositivo hacía que el sonido fuera direccional, por lo que era más probable que un peatón mire en la dirección del vehículo que se aproxima. Obtuvo la licencia de las patentes a Lovell-McConnell Manufacturing Company a principios de 1908, y se comercializó como el cuerno Claxon. El nombre proviene de la obra griega klaxo, que significa "chillido", que describe su sonido. En el Salón de Automóviles de Importadores de enero de 1908 en el Madison Square Garden de Nueva York, se informó que el alcalde George B. McClellan Jr. tenía "el automóvil más ruidoso de Nueva York" gracias a una de las claxon de Hutchison. Una broma común, a veces atribuida a Mark Twain, era que Miller había inventado el Claxon para ensordecer a las personas y que tuvieran que usar su Acousticon.
El propio Hutchison mandó construir una limusina a medida en mayo de 1908 para exhibir lo último en tecnología eléctrica automotriz. Witherbee Igniter Company instaló baterías de almacenamiento que se podían recargar con un generador de a bordo o enchufándolas a un enchufe de luz. El automóvil estaba equipado con tres bocinas Claxon y un altavoz externo para advertir al resto del tráfico. Un intercomunicador similar al dictograma permitió a los pasajeros hablar con el chofer. Muchas de las innovaciones novedosas de su vehículo son equipamiento estándar en la actualidad. Además de los faros con interruptor en el tablero, las luces interiores se encienden automáticamente cuando se abren las puertas; El tablero incluía medidores iluminados y alarmas para indicar condiciones peligrosas; El automóvil contaba con mecanismos de advertencia de respaldo audibles y visuales.
Al año siguiente, Lovell-McConnell estaba enviando las bocinas a todo Estados Unidos y abrió oficinas en Europa. Según los informes, enviaron un Claxon chapado en oro para la limusina real británica. Lovell-McConnell intentó mantener altos los precios mediante contratos que prohibían los descuentos. Sin embargo, los competidores salieron rápidamente con imitaciones baratas. Hutchison obtuvo más patentes sobre mejoras y luchó contra los otros vendedores de cuernos. Durante una serie de demandas por infracción de patentes, se utilizó una patente de 1899 de Alexander N. Pierman para una bocina de bicicleta como ejemplo de un producto similar con un uso ligeramente diferente. El juez federal Thomas Chatfield del Tribunal de Distrito de los Estados Unidos para el Distrito Este de Nueva York falló a favor de Hutchison. Sin embargo, en una apelación y otros casos, Alfred Conkling Coxe Sr. generalmente dictaminó que las afirmaciones de Hutchison eran demasiado amplias y, por lo tanto, invalidaron muchas de ellas. Coxe calificó el sonido del cuerno como "áspero, estridente y diabólico". Los abogados dijeron que "un ruido no es patentable". La United Motors Company compró Lovell-McConnell en 1916, la renombró como Klaxon Company y pronto convirtió las bocinas en estándar en los autos de General Motors.
En 1908, Hutchison había desarrollado un tacómetro eléctrico que daría una lectura precisa de la velocidad de los motores de los barcos de vapor. Anteriormente, la velocidad del barco se juzgaba mediante ejes giratorios que estaban conectados mecánicamente a las hélices. La innovación de usar un generador y un voltímetro simples permitió un control mucho más preciso, y usando cables, la velocidad podría mostrarse de forma remota en la cabina del piloto o en el camarote del capitán, así como en la sala de máquinas. El dispositivo incluso permitió medir la velocidad cuando los motores del barco estaban invertidos. Recibió una licencia del Industrial Instrument Company para su producción.
Hutchison se asoció con Thomas Edison desde 1909 y fue ingeniero jefe del laboratorio de Edison en West Orange, Nueva Jersey desde agosto de 1912 hasta julio de 1918. En junio de 1913 se le concedió un título honorario de Ingeniero Eléctrico de Auburn, y en junio de 1914 un Ph.D. de Spring Hill College.
Hutchison también desarrolló tecnología para uso militar. El dispositivo de advertencia Claxon se convirtió en equipo estándar en todos los barcos de la Armada de los Estados Unidos. Durante la Primera Guerra Mundial trabajó en baterías para submarinos en el laboratorio de Edison. Después de que las baterías experimentales causaron una explosión de gas hidrógeno en el USS E-2, Hutchison fue acusado de hacer declaraciones falsas en una investigación de la Marina.

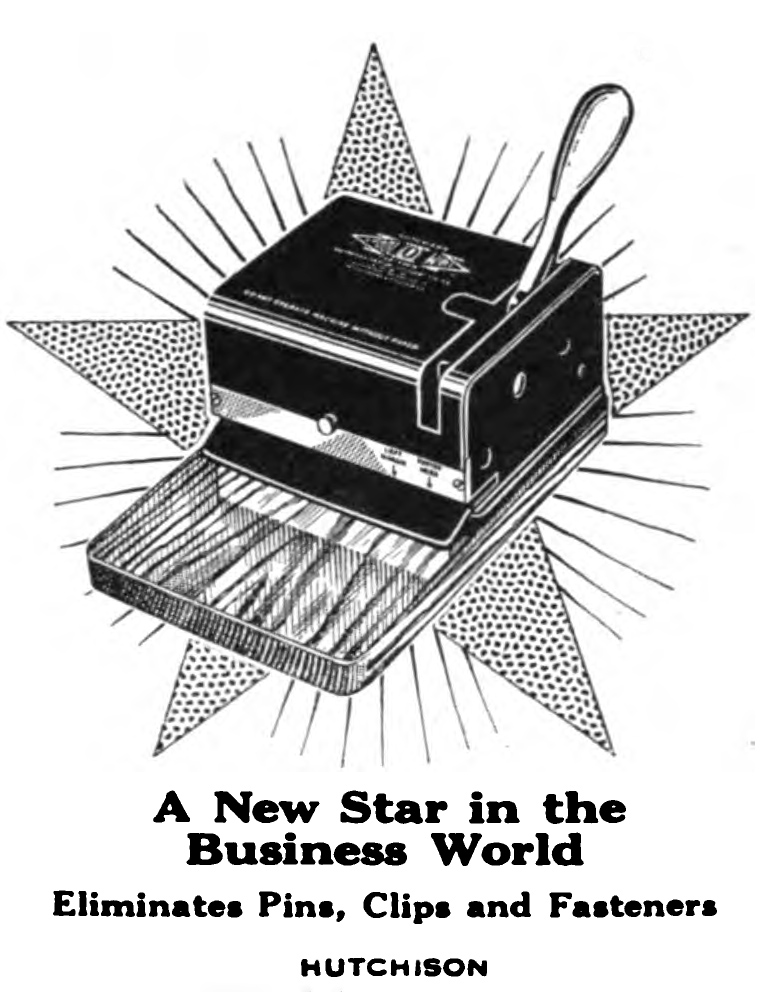
Máquina de fijación Spool-O-Wire anunciada en 1920.

En 1918 dejó el laboratorio de Edison para dedicarse a tiempo completo a su propia empresa: Miller Reese Hutchison, Incorporated. Se formó en 1916 para desarrollar y vender baterías desarrolladas en el laboratorio de Edison. Después de la Primera Guerra Mundial, fundó Hutchison Office Specialties Company para el nuevo mercado de máquinas comerciales eléctricas. Un producto popular fue la máquina de cierre "Spool-O-Wire". Como su nombre lo indica, usaba un carrete de alambre continuo para adjuntar documentos comerciales entre sí. Se publicitó que manejaba de dos a 40 hojas de papel, tela o cartón, con un solo carrete de alambre reemplazando 15,000 grapas individuales.
En 1921 hizo una demostración de un arma que podía usarse para incrustar un proyectil en acero a una velocidad precisa. La dramática demostración se presentó en sus oficinas en lo alto del Woolworth Building en Lower Manhattan. Propuso usarlo para reemplazar remaches para reparar barcos bajo el agua, mientras que la prensa especulaba sobre usos militares como arma.
Otro peligro causado por el aumento del número de automóviles fue el monóxido de carbono (CO). Los automovilistas a veces se desmayan o mueren en túneles de alto tráfico, por ejemplo, por el gas inodoro. En 1924 anunció un aditivo para la gasolina que permitiría una combustión más limpia con menos humos dañinos. El aditivo se comercializó como Hutch-Olene, pero nunca tuvo éxito. Después de que su segundo hijo muriera en un accidente aéreo en 1928, se sintió motivado para mejorar la seguridad de los viajes aéreos. En 1930 anunció un precursor del sensor de oxígeno actual llamado Moto-Vita. Fue una medición burda de los vapores no quemados que permitió a un piloto (o conductor de un automóvil) ajustar la relación aire-combustible para una mejor la eficiencia y tener menores emisiones peligrosas de CO. En 1936 fue admitido en el Salón de la fama de Alabama, con un número de patentes estimado en más de 1000.

## Vida personal
Hutchison se casó en Nueva York el 31 de mayo de 1901 con Martha Jackman Pomeroy quien era oriunda de Minnetonka, Minnesota. Sus hijos fueron: Miller Reese Hutchison (nacido en 1902), Harold Pomeroy Hutchison (nacido en 1904), Juan Ceballo Hutchison (nacido en 1906) y Robley Pomeroy Hutchison (nacido en 1908). Falleció repentinamente el 16 de febrero de 1944 en Nueva York. Fue llamado "una de las mayores contribuciones de Alabama a la ciencia y la invención".